# Turn- und Sportverein München von 1860 1969-1970
Questa voce raccoglie le informazioni riguardanti il Turn- und Sportverein München von 1860 nelle competizioni ufficiali della stagione 1969-1970.

## Stagione
Nella stagione 1969-1970 il Monaco 1860, allenato da Fritz Langner e Franz Binder, concluse il campionato di Bundesliga al 17º posto. In Coppa di Germania il Monaco 1860 fu eliminato al primo turno dal Kickers Offenbach. In Coppa delle Fiere il Monaco 1860 fu eliminato al primo turno dal Skeid.

## Rosa
| N. |                     | Ruolo | Calciatore         |
| -- | ------------------- | ----- | ------------------ |
|    | Germania (bandiera) | P     | Franz-Josef Pauly  |
|    | Serbia (bandiera)   | P     | Petar Radenković   |
|    | Germania (bandiera) | P     | Herbert Schweers   |
|    | Germania (bandiera) | D     | Horst Blankenburg  |
|    | Germania (bandiera) | D     | Hans-Günther Kroth |
|    | Germania (bandiera) | D     | Max Reichenberger  |
|    | Germania (bandiera) | D     | Helmut Roth        |
|    | Germania (bandiera) | D     | Manfred Wagner     |
|    | Germania (bandiera) | D     | Rudolf Zeiser      |
|    | Germania (bandiera) | C     | Horst Berg         |
|    | Germania (bandiera) | C     | Franz Hiller       |
|    | Germania (bandiera) | C     | Wolfgang Lex       |

| N. |                     | Ruolo | Calciatore        |
| -- | ------------------- | ----- | ----------------- |
|    | Croazia (bandiera)  | C     | Željko Perušić    |
|    | Germania (bandiera) | C     | Horst Schmidt     |
|    | Germania (bandiera) | A     | Ludwig Denz       |
|    | Germania (bandiera) | A     | Klaus Fischer     |
|    | Germania (bandiera) | A     | Bernd Gerstner    |
|    | Germania (bandiera) | A     | Alfred Heiß       |
|    | Germania (bandiera) | A     | Ferdinand Keller  |
|    | Germania (bandiera) | A     | Wilfried Kohlars  |
|    | Germania (bandiera) | A     | Rudolf Kölbl      |
|    | Germania (bandiera) | A     | Helmut Reiner     |
|    | Germania (bandiera) | A     | Franz Schäffner   |
|    | Germania (bandiera) | A     | Dieter Schumacher |

## Organigramma societario
Area tecnica
- Allenatore: Franz Binder
- Allenatore in seconda:
- Preparatore dei portieri:
- Preparatori atletici:

## Calciomercato

### Sessione estiva
| Acquisti | Acquisti          | Acquisti               | Acquisti |
| R.       | Nome              | da                     | Modalità |
| -------- | ----------------- | ---------------------- | -------- |
| C        | Horst Berg        | Eintracht Braunschweig |          |
| D        | Horst Blankenburg | Wiener SC              |          |
| P        | Franz-Josef Pauly | Germania Metternich    |          |
| A        | Helmut Reiner     | SV Germania Bietigheim |          |

| Cessioni | Cessioni         | Cessioni          | Cessioni |
| R.       | Nome             | a                 | Modalità |
| -------- | ---------------- | ----------------- | -------- |
| P        | Anton Gigl       | Jahn Ratisbona    |          |
| C        | Peter Grosser    | Salisburgo        |          |
| A        | Peter Kittel     | Servette          |          |
| A        | Hans Linsenmaier | Freiburger        |          |
| D        | Bernd Patzke     | Hertha Berlino    |          |
| A        | Hans Rebele      | MTV Monaco        |          |
| D        | Hans Reich       | Kickers Offenbach |          |
| A        | Jürgen Schütz    | Borussia Dortmund |          |
| D        | Rudolf Steiner   | MTV Monaco        |          |

## Risultati

### Bundesliga

#### Girone di andata
| Aquisgrana 16 agosto 1969, ore 15:30 CET 1ª giornata | Alemannia Aquisgrana | 0 – 0 referto | Monaco 1860 | Stadio Tivoli (22 000 spett.)\| Arbitro: \| Ott \| |
| Arbitro:                                             | Ott                  |               |             |                                                    |

| Arbitro: | Eschweiler |

|                             |           |  |
| Blankenburg 24’ Fischer 75’ | Marcatori |  |

| Arbitro: | Hennig |

|                                |           |             |
| Weidmann 3’ Entenmann 49’, 84’ | Marcatori | 90’ Fischer |

| Arbitro: | Schröck |

|             |           |  |
| Fischer 76’ | Marcatori |  |

| Arbitro: | Fork |

|                              |           |             |
| Skoblar 20’, 74’ Čebinac 53’ | Marcatori | 59’ Fischer |

| Arbitro: | Voß |

|  |           |                    |
|  | Marcatori | 48’ Hof 63’ Seeler |

| Arbitro: | Schulenburg |

|                                |           |  |
| Brozulat 22’ Dausmann 40’, 73’ | Marcatori |  |

| Arbitro: | Linn |

|  |           |                          |
|  | Marcatori | 10’ Słomiany 80’ Fichtel |

| Arbitro: | Fork |

|                                 |           |  |
| Brenninger 3’ Müller 35’ (rig.) | Marcatori |  |

| Arbitro: | Herden |

|  |           |                            |
|  | Marcatori | 14’ Müller 58’, 77’ Laumen |

| Arbitro: | Hennig |

|                                       |           |                             |
| Schämer 60’ Heese 72’, 85’ Nickel 89’ | Marcatori | 62’, 74’ Fischer 69’ Keller |

| Arbitro: | Kindervater |

|  |           |          |
|  | Marcatori | 41’ Vogt |

| Arbitro: | Ott |

|                                       |           |             |
| Wosab 52’ (rig.) Weist 55’ Kurrat 73’ | Marcatori | 33’ Fischer |

| Arbitro: | Siepe |

|             |           |  |
| Kohlars 24’ | Marcatori |  |

| Arbitro: | Köhler |

|               |           |             |
| Bjørnmose 74’ | Marcatori | 21’ Fischer |

| Arbitro: | Ohmsen |

|                  |           |                          |
| Fischer 16’, 59’ | Marcatori | 58’ Heidemann 65’ Pavlić |

| Arbitro: | Regely |

|                              |           |  |
| Englert 38’, 89’ Fürhoff 62’ | Marcatori |  |

#### Girone di ritorno
| Monaco di Baviera 10 marzo 1970, ore 20:00 CET 18ª giornata | Monaco 1860 | 0 – 0 referto | Alemannia Aquisgrana | Stadion an der Grünwalder Straße (28 000 spett.)\| Arbitro: \| Biwersi \| |
| Arbitro:                                                    | Biwersi     |               |                      |                                                                           |

| Arbitro: | Siepe |

|                                          |           |                         |
| Altendorff 21’ Brungs 25’, 31’ Gayer 73’ | Marcatori | 14’ Kohlars 29’ Fischer |

| Arbitro: | Hillebrand |

|                                              |           |           |
| Fischer 8’ Kölbl 10’ Lex 48’ Heiß 78’ (rig.) | Marcatori | 32’ Gress |

| Arbitro: | Linn |

|                     |           |             |
| Simmet 13’ Rupp 25’ | Marcatori | 90’ Fischer |

| Arbitro: | Köhler |

|                                    |           |  |
| Hiller 39’ Fischer 47’ Kohlars 83’ | Marcatori |  |

| Arbitro: | Eschweiler |

|  |           |             |
|  | Marcatori | 67’ Fischer |

| Arbitro: | Ott |

|                                         |           |                 |
| Kohlars 13’, 55’ Hiller 34’ Fischer 35’ | Marcatori | 42’ Krauthausen |

| Arbitro: | Redelfs |

|                                         |           |          |
| Wittkamp 25’ van Haaren 76’ Pirkner 90’ | Marcatori | 58’ Berg |

| Arbitro: | Tschenscher |

|                         |           |               |
| Kohlars 12’ Fischer 22’ | Marcatori | 49’ Ohlhauser |

| Arbitro: | Herden |

|                                  |           |                   |
| Fevre 30’ Wimmer 45’ Schäfer 68’ | Marcatori | 21’ (aut.) Müller |

| Arbitro: | Aldinger |

|             |           |                    |
| Kohlars 63’ | Marcatori | 73’ (rig.) Huberts |

| Arbitro: | Fork |

|                                      |           |                         |
| Ackermann 6’ Pirrung 18’ Geisert 58’ | Marcatori | 73’ Kohlars 90’ Fischer |

| Arbitro: | Ohmsen |

|                                |           |  |
| Keller 35’ Kohlars 48’ Lex 75’ | Marcatori |  |

| Arbitro: | Schmidt |

|                         |           |                     |
| Deppe 11’ Gersdorff 55’ | Marcatori | 7’ Kohlars 23’ Denz |

| Arbitro: | Ott |

|  |           |             |
|  | Marcatori | 11’ Piontek |

| Arbitro: | Ohmsen |

|                              |           |             |
| Budde 79’ Lehmann 82’ (rig.) | Marcatori | 33’ Fischer |

| Monaco di Baviera 3 maggio 1970, ore 15:30 CET 34ª giornata | Monaco 1860 | 0 – 0 referto | Rot-Weiss Essen | Stadion an der Grünwalder Straße (5 000 spett.)\| Arbitro: \| Quindeau \| |
| Arbitro:                                                    | Quindeau    |               |                 |                                                                           |

### Coppa di Germania
| Arbitro: | Roth |

|                                                            |           |            |
| Kraft 6’ Weilbächer 30’ (rig.) Kremers 37’ Schönberger 63’ | Marcatori | 27’ Keller |

### Coppa delle Fiere
| Arbitro: | Scheurer |

|                  |           |                          |
| Fischer 40’, 79’ | Marcatori | 78’ Johansen 82’ Sjøberg |

| Arbitro: | Christophersen |

|                                      |           |            |
| Sjøberg 32’ Reichenberger 77’ (aut.) | Marcatori | 39’ Keller |

## Statistiche

### Statistiche di squadra
| Competizione      | Punti | In casa | In casa | In casa | In casa | In casa | In casa | In trasferta | In trasferta | In trasferta | In trasferta | In trasferta | In trasferta | Totale | Totale | Totale | Totale | Totale | Totale | DR  |
| Competizione      | Punti | G       | V       | N       | P       | Gf      | Gs      | G            | V            | N            | P            | Gf           | Gs           | G      | V      | N      | P      | Gf     | Gs     | DR  |
| ----------------- | ----- | ------- | ------- | ------- | ------- | ------- | ------- | ------------ | ------------ | ------------ | ------------ | ------------ | ------------ | ------ | ------ | ------ | ------ | ------ | ------ | --- |
| Bundesliga        | 25    | 17      | 8       | 4       | 5       | 23      | 15      | 17           | 1            | 3            | 13           | 18           | 41           | 34     | 9      | 7      | 18     | 41     | 56     | -15 |
| Coppa di Germania | -     | 0       | 0       | 0       | 0       | 0       | 0       | 1            | 0            | 0            | 1            | 1            | 4            | 1      | 0      | 0      | 1      | 1      | 4      | -3  |
| Coppa delle Fiere | -     | 1       | 0       | 1       | 0       | 2       | 2       | 1            | 0            | 0            | 1            | 1            | 2            | 2      | 0      | 1      | 1      | 3      | 4      | -1  |
| Totale            | 25    | 18      | 8       | 5       | 5       | 25      | 17      | 19           | 1            | 3            | 15           | 20           | 47           | 37     | 9      | 8      | 20     | 45     | 64     | -19 |

### Andamento in campionato
| Giornata  | 1  | 2 | 3  | 4 | 5 | 6  | 7  | 8  | 9  | 10 | 11 | 12 | 13 | 14 | 15 | 16 | 17 | 18 | 19 | 20 | 21 | 22 | 23 | 24 | 25 | 26 | 27 | 28 | 29 | 30 | 31 | 32 | 33 | 34 |
| --------- | -- | - | -- | - | - | -- | -- | -- | -- | -- | -- | -- | -- | -- | -- | -- | -- | -- | -- | -- | -- | -- | -- | -- | -- | -- | -- | -- | -- | -- | -- | -- | -- | -- |
| Luogo     | T  | C | T  | C | T | C  | T  | C  | T  | C  | T  | C  | T  | C  | T  | C  | T  | C  | T  | C  | T  | C  | T  | C  | T  | C  | T  | C  | T  | C  | T  | C  | T  | C  |
| Risultato | N  | V | P  | V | P | P  | P  | P  | P  | P  | P  | P  | P  | V  | N  | N  | P  | N  | P  | V  | P  | V  | V  | V  | P  | V  | P  | N  | P  | V  | N  | P  | P  | N  |
| Posizione | 10 | 3 | 11 | 6 | 9 | 12 | 15 | 18 | 18 | 18 | 18 | 18 | 18 | 18 | 18 | 18 | 18 | 18 | 18 | 18 | 18 | 16 | 17 | 16 | 17 | 16 | 17 | 17 | 17 | 17 | 17 | 17 | 17 | 17 |

Legenda:

Luogo: C = Casa; T = Trasferta. Risultato: V = Vittoria; N = Pareggio; P = Sconfitta.

### Statistiche dei giocatori
| Giocatore        | Bundesliga | Bundesliga | Bundesliga  | Bundesliga | Coppa di Germania | Coppa di Germania | Coppa di Germania | Coppa di Germania | Coppa delle Fiere | Coppa delle Fiere | Coppa delle Fiere | Coppa delle Fiere | Totale   | Totale | Totale      | Totale     |
| Giocatore        | Presenze   | Reti       | Ammonizioni | Espulsioni | Presenze          | Reti              | Ammonizioni       | Espulsioni        | Presenze          | Reti              | Ammonizioni       | Espulsioni        | Presenze | Reti   | Ammonizioni | Espulsioni |
| ---------------- | ---------- | ---------- | ----------- | ---------- | ----------------- | ----------------- | ----------------- | ----------------- | ----------------- | ----------------- | ----------------- | ----------------- | -------- | ------ | ----------- | ---------- |
| H. Berg          | 23         | 1          | 0           | 0          | 0                 | 0                 | 0                 | 0                 | 1                 | 0                 | 0                 | 0                 | 24       | 1      | 0           | 0          |
| H. Blankenburg   | 31         | 1          | 0           | 0          | 1                 | 0                 | 0                 | 0                 | 1                 | 0                 | 0                 | 0                 | 33       | 1      | 0           | 0          |
| H. Bredenfeld    | 0          | 0          | 0           | 0          | 0                 | 0                 | 0                 | 0                 | 0                 | 0                 | 0                 | 0                 | 0        | 0      | 0           | 0          |
| P. Brunner       | 0          | 0          | 0           | 0          | 0                 | 0                 | 0                 | 0                 | 0                 | 0                 | 0                 | 0                 | 0        | 0      | 0           | 0          |
| A. Deml          | 0          | 0          | 0           | 0          | 0                 | 0                 | 0                 | 0                 | 0                 | 0                 | 0                 | 0                 | 0        | 0      | 0           | 0          |
| L. Denz          | 3          | 1          | 0           | 0          | 1                 | 0                 | 0                 | 0                 | 0                 | 0                 | 0                 | 0                 | 4        | 1      | 0           | 0          |
| K. Fischer       | 34         | 19         | 0           | 0          | 0                 | 0                 | 0                 | 0                 | 2                 | 2                 | 0                 | 0                 | 36       | 21     | 0           | 0          |
| G. Fraydl        | 0          | 0          | 0           | 0          | 0                 | 0                 | 0                 | 0                 | 0                 | 0                 | 0                 | 0                 | 0        | 0      | 0           | 0          |
| B. Gerstner      | 5          | 0          | 0           | 0          | 0                 | 0                 | 0                 | 0                 | 1                 | 0                 | 0                 | 0                 | 6        | 0      | 0           | 0          |
| A. Heiß          | 18         | 1          | 0           | 0          | 0                 | 0                 | 0                 | 0                 | 0                 | 0                 | 0                 | 0                 | 18       | 1      | 0           | 0          |
| F. Hiller        | 18         | 2          | 0           | 0          | 1                 | 0                 | 0                 | 0                 | 1                 | 0                 | 0                 | 0                 | 20       | 2      | 0           | 0          |
| K. Holenstein    | 0          | 0          | 0           | 0          | 0                 | 0                 | 0                 | 0                 | 0                 | 0                 | 0                 | 0                 | 0        | 0      | 0           | 0          |
| F. Keller        | 24         | 2          | 0           | 0          | 1                 | 1                 | 0                 | 0                 | 2                 | 1                 | 0                 | 0                 | 27       | 4      | 0           | 0          |
| W. Kohlars       | 21         | 10         | 0           | 0          | 0                 | 0                 | 0                 | 0                 | 0                 | 0                 | 0                 | 0                 | 21       | 10     | 0           | 0          |
| H. Kroth         | 24         | 0          | 0           | 0          | 1                 | 0                 | 0                 | 0                 | 2                 | 0                 | 0                 | 0                 | 27       | 0      | 0           | 0          |
| R. Kölbl         | 21         | 1          | 0           | 0          | 0                 | 0                 | 0                 | 0                 | 0                 | 0                 | 0                 | 0                 | 21       | 1      | 0           | 0          |
| K. Leufgen       | 0          | 0          | 0           | 0          | 0                 | 0                 | 0                 | 0                 | 0                 | 0                 | 0                 | 0                 | 0        | 0      | 0           | 0          |
| W. Lex           | 26         | 2          | 0           | 0          | 1                 | 0                 | 0                 | 0                 | 1                 | 0                 | 0                 | 0                 | 28       | 2      | 0           | 0          |
| G. Metzger       | 0          | 0          | 0           | 0          | 0                 | 0                 | 0                 | 0                 | 0                 | 0                 | 0                 | 0                 | 0        | 0      | 0           | 0          |
| F. Pauly         | 4          | 0          | 0           | 0          | 0                 | 0                 | 0                 | 0                 | 1                 | 0                 | 0                 | 0                 | 5        | 0      | 0           | 0          |
| Ž. Perušić       | 17         | 0          | 0           | 0          | 1                 | 0                 | 0                 | 0                 | 1                 | 0                 | 0                 | 0                 | 19       | 0      | 0           | 0          |
| M. Purucker      | 0          | 0          | 0           | 0          | 0                 | 0                 | 0                 | 0                 | 0                 | 0                 | 0                 | 0                 | 0        | 0      | 0           | 0          |
| P. Radenković    | 32         | 0          | 0           | 0          | 1                 | 0                 | 0                 | 0                 | 1                 | 0                 | 0                 | 0                 | 34       | 0      | 0           | 0          |
| H. Rebele        | 0          | 0          | 0           | 0          | 0                 | 0                 | 0                 | 0                 | 0                 | 0                 | 0                 | 0                 | 0        | 0      | 0           | 0          |
| M. Reichenberger | 25         | 0          | 0           | 0          | 1                 | 0                 | 0                 | 0                 | 2                 | 0                 | 0                 | 0                 | 28       | 0      | 0           | 0          |
| H. Reiner        | 1          | 0          | 0           | 0          | 0                 | 0                 | 0                 | 0                 | 0                 | 0                 | 0                 | 0                 | 1        | 0      | 0           | 0          |
| H. Roth          | 3          | 0          | 0           | 0          | 0                 | 0                 | 0                 | 0                 | 1                 | 0                 | 0                 | 0                 | 4        | 0      | 0           | 0          |
| H. Schmidt       | 19         | 0          | 0           | 0          | 1                 | 0                 | 0                 | 0                 | 2                 | 0                 | 0                 | 0                 | 22       | 0      | 0           | 0          |
| D. Schumacher    | 13         | 0          | 0           | 0          | 1                 | 0                 | 0                 | 0                 | 2                 | 0                 | 0                 | 0                 | 16       | 0      | 0           | 0          |
| H. Schweers      | 0          | 0          | 0           | 0          | 0                 | 0                 | 0                 | 0                 | 0                 | 0                 | 0                 | 0                 | 0        | 0      | 0           | 0          |
| F. Schäffner     | 0          | 0          | 0           | 0          | 0                 | 0                 | 0                 | 0                 | 0                 | 0                 | 0                 | 0                 | 0        | 0      | 0           | 0          |
| M. Wagner        | 28         | 0          | 0           | 0          | 1                 | 0                 | 0                 | 0                 | 0                 | 0                 | 0                 | 0                 | 29       | 0      | 0           | 0          |
| H. Zacher        | 0          | 0          | 0           | 0          | 0                 | 0                 | 0                 | 0                 | 0                 | 0                 | 0                 | 0                 | 0        | 0      | 0           | 0          |
| R. Zeiser        | 31         | 0          | 0           | 0          | 1                 | 0                 | 0                 | 0                 | 2                 | 0                 | 0                 | 0                 | 34       | 0      | 0           | 0          |